# أنجيل روبنسون (لاعبة كرة سلة مواليد 1987)
أنجيل روبنسون (بالإنجليزية: Angel Robinson) مواليد 20 أبريل 1987، هي لاعبة كرة سلة أمريكية. تم اختيارها من قبل فريق لوس أنجلوس سباركس خلال الدرافت. تلعب مع فينيكس ميركوري في دوري الاتحاد الوطني لكرة السلة النسائية كلاعب وسط. لعبت مع سياتل ستورم وفينيكس ميركوري.

## روابط خارجية
- أنجيل روبنسون على موقع الاتحاد الدولي لكرة السلة (الإنجليزية)
- أنجيل روبنسون على موقع الاتحاد الوطني لكرة السلة النسائية (الإنجليزية)
- أنجيل روبنسون على موقع كرة السلة الأوروبية.كوم (الإنجليزية)
- أنجيل روبنسون على موقع كلية كرة السلة في سبورتس رفرنس.كوم (الإنجليزية)
- أنجيل روبنسون على موقع بروبوليرز (الإنجليزية)
- أنجيل روبنسون على موقع سبورتس رفرنس (الإنجليزية)